# Yu-Gi-Oh! The Sacred Cards
Yu-Gi-Oh! The Sacred Cards, ook wel bekend als Yu-Gi-Oh! Duel Monsters 7: Kettou Toshi Densetsu in Japan, is een computerspel voor de Game Boy Advance gebaseerd op de Yu-Gi-Oh!-anime. Het spel is een productie van Konami.

## Gameplay
Het spel gebruikt een verhaallijn gebaseerd op de Battle City saga uit de tweede animeserie. De speler neemt de rol aan van Yugi Muto. Hij moet een groot aantal duels winnen. De speler kan Domino City verkennen en met andere personages praten, of ze uitdagen tot een duel.
Het deck van een speler moet precies 40 kaarten bevatten. Er zijn in het spel 900 kaarten om uit te kiezen.
De duelregels in het spel zijn iets anders dan het Yu-Gi-Oh! Ruilkaartspel. Zo kennen de duels in dit spel zogenaamde “elementregels”. Een watermonster wint het bijvoorbeeld altijd van een vuurmonster. Ook zijn veel kaarteffecten weggehaald of veranderd.

## Verhaallijn
Aan het begin van het spel bereiden Yugi Muto en zijn vriend Joey Wheeler zich voor op het Battle City toernooi. Om de finales te halen moet een deelnemer 6 locatiekaarten zien te bemachtigen met het verslaan van andere duellisten.
Een mysterieuze man genaamd Marik Ishtar doet echter ook mee aan het toernooi. Hij en zijn bende dieven genaamd de Rare Hunters (Ghouls in de Japanse versie) hebben het voorzien op de legendarische Egyptische Godkaarten. De Rare Hunters zijn overal in Domino City.
De speler moet uiteindelijk zelf deze Godkaarten in handen zien te krijgen. Om de eerste te bemachtigen moet de speler Ishizu Ishtar en Seto Kaiba verslaan.

## Ontvangst
Yu-Gi-Oh! The Sacred Cards kreeg gemengde reacties van critici, en scoorde een gemiddelde van 59% op Game Rankings. Het spel werd vooral bekritiseerd om het feit dat het nogal kort was, en vanwege de veranderingen die zijn aangebracht in de manier van duelleren.
| Beoordeeld door        | Jaar | Score |
| ---------------------- | ---- | ----- |
| GamingTrend            | 2005 | 86%   |
| Jeuxvideo.com          | 2004 | 80%   |
| GameZone               | 2003 | 78%   |
| Game Informer Magazine | 2004 | 75%   |
| Game Vortex            | 2003 | 60%   |
| GameSpy                | 2003 | 60%   |
| IGN                    | 2003 | 50%   |
| Planet Gameboy.de      | 2004 | 49%   |
| Netjak                 | 2004 | 48%   |
| Nintendojo             | 2004 | 30%   |